# Верба Виноградова
Верба Виноградова (Salix vinogradovii) — вид квіткових рослин із родини вербових (Salicaceae).

## Біоморфологічна характеристика
Це кущ 1–3 метри заввишки. Коробочка на короткій, але виразній ніжці.

## Середовище проживання
Країни зростання: Росія, Казахстан, Україна.
В Україні вид населяє береги річок, відкриті балки — на сх. та центральних лісостепових та степових районах (приблизно до лінії Суми — Кіровоград — Маріуполь).